# Eccellenza Liguria 2015-2016
Il campionato italiano di calcio di Eccellenza regionale 2015-16 è il venticinquesimo organizzato in Italia. Rappresenta il quinto livello del calcio italiano. Questo è il girone organizzato dal comitato regionale della regione Liguria.

## Squadre partecipanti
| Club                        | Città (provincia)                   | Stadio                      | Stagione precedente                                         |
| --------------------------- | ----------------------------------- | --------------------------- | ----------------------------------------------------------- |
| U.S. Angelo Baiardo         | Genova                              | Stadio Guerrino Strinati    | 1º nel girone B di Promozione Liguria                       |
| A.S.D. Busalla Calcio       | Busalla (GE)                        | Stadio Comunale di Busalla  | 10° in Eccellenza Liguria                                   |
| A.S.D. Cairese              | Cairo Montenotte (SV)               | Stadio Cesare Brin          | 8° in Eccellenza Liguria                                    |
| F.B.C. Finale 1908          | Finale Ligure (SV)                  | Stadio Felice Borel         | 11° in Eccellenza Liguria                                   |
| A.S.D. Genova Calcio        | Genova                              | Stadio Italo Ferrando       | 4° in Eccellenza Liguria                                    |
| A.S.D. Imperia              | Imperia                             | Stadio Nino Ciccione        | 7° in Eccellenza Liguria                                    |
| Lerici Castle               | Lerici (SP)                         | Stadio Franco Cimma         | 4º nel girone B di Promozione Liguria; promossa ai play-off |
| A.S.D. Magra Azzurri        | Santo Stefano Magra (SP)            | Stadio Camaiora             | 3° in Eccellenza Liguria                                    |
| A.C.D. Rapallo Ruentes 1914 | Rapallo (GE)                        | Stadio Umberto Macera       | 9° in Eccellenza Liguria                                    |
| A.S.D. Real Valdivara       | Beverino (SP)                       | Stadio Rino Colombo         | 5º nel girone B di Promozione Liguria; promossa ai play-off |
| A.S.D. Rivasamba H.C.A.     | Riva Trigoso di Sestri Levante (GE) | Stadio Favole H.C. Andersen | 12° in Eccellenza Liguria                                   |
| A.C.D. Sammargheritese 1903 | Santa Margherita Ligure (GE)        | Stadio Eugenio Broccardi    | 5° in Eccellenza Liguria                                    |
| F.S. Sestrese 1919 Calcio   | Sestri Ponente di Genova            | Stadio Piccardo             | 13° in Eccellenza Liguria; salva ai play-out                |
| S.S.D. Unione Sanremo       | Sanremo (IM)                        | Stadio Comunale             | 1º nel girone A di Promozione Liguria (come Carlin's Boys)  |
| A.S.D. Ventimiglia Calcio   | Ventimiglia (IM)                    | Stadio Simone Morel         | 6° in Eccellenza Liguria                                    |
| A.S.D. Voltrese Vultur      | Genova                              | Stadio San Carlo            | 2º nel girone A di Promozione Liguria; promossa ai play-off |

## Classifica finale
|  | Pos. | Squadra         | Pt | G  | V  | N  | P  | GF | GS | DR  |
|  | ---- | --------------- | -- | -- | -- | -- | -- | -- | -- | --- |
|  | 1.   | Finale          | 67 | 30 | 19 | 10 | 1  | 64 | 24 | +40 |
|  | 2.   | Unione Sanremo  | 58 | 30 | 17 | 7  | 6  | 59 | 31 | +28 |
|  | 3.   | Magra Azzurri   | 58 | 30 | 16 | 10 | 4  | 61 | 34 | +27 |
|  | 4.   | Imperia         | 47 | 30 | 11 | 14 | 5  | 45 | 29 | +16 |
|  | 5.   | Sestrese        | 42 | 30 | 10 | 12 | 8  | 54 | 44 | +10 |
|  | 6.   | Sammargheritese | 39 | 30 | 10 | 9  | 11 | 41 | 44 | -3  |
|  | 7.   | Rivasamba       | 38 | 30 | 9  | 11 | 10 | 28 | 28 | 0   |
|  | 8.   | Voltrese Vultur | 38 | 30 | 9  | 11 | 10 | 41 | 48 | -7  |
|  | 9.   | Real Valdivara  | 38 | 30 | 10 | 8  | 12 | 37 | 50 | -13 |
|  | 10.  | Ventimiglia     | 37 | 30 | 9  | 10 | 11 | 56 | 52 | +4  |
|  | 11.  | Genova Calcio   | 37 | 30 | 9  | 10 | 11 | 37 | 41 | -4  |
|  | 12.  | Cairese         | 36 | 30 | 9  | 9  | 12 | 36 | 38 | -2  |
|  | 13.  | Busalla         | 31 | 30 | 7  | 9  | 13 | 31 | 42 | -11 |
|  | 14.  | Angelo Baiardo  | 30 | 30 | 8  | 6  | 16 | 31 | 48 | -16 |
|  | 15.  | Rapallo         | 30 | 30 | 7  | 9  | 14 | 29 | 52 | -23 |
|  | 16.  | Lerici Castle   | 18 | 30 | 4  | 6  | 20 | 34 | 79 | -45 |

Legenda

      Promosse in Serie D 2016-2017
      Ammessa ai play-off nazionali
      Retrocesse in Promozione 2016-2017 dopo i play-out.
      Retrocesse in Promozione 2016-2017.
Note:

Tre punti a vittoria, uno a pareggio, zero a sconfitta.

### Risultati

#### Tabellone
|                   | Ang  | Bus  | Cai  | F.   | Fin  | Foo  | Imp  | Ler  | Mag  | Rap  | Rea  | Riv  | Sam  | Uni  | Ven  | Vol  |
| ----------------- | ---- | ---- | ---- | ---- | ---- | ---- | ---- | ---- | ---- | ---- | ---- | ---- | ---- | ---- | ---- | ---- |
| Angelo Baiardo    | –––– | 1-0  | 1-3  | 3-0  | 1-2  | 0-1  | 1-4  | 1-0  | 1-1  | 3-0  | 1-1  | 0-1  | 1-1  | 2-5  | 2-2  | 2-1  |
| Busalla           | 2-3  | –––– | 1-2  | 0-4  | 0-0  | 1-1  | 0-0  | 3-0  | 1-3  | 1-2  | 0-1  | 0-0  | 0-2  | 1-1  | 3-1  | 1-0  |
| Cairese           | 2-1  | 0-1  | –––– | 1-2  | 0-2  | 0-1  | 2-2  | 1-2  | 0-1  | 3-1  | 4-1  | 0-0  | 3-0  | 2-1  | 1-1  | 2-2  |
| F. S. Sestrese    | 0-0  | 4-2  | 3-1  | –––– | 2-2  | 3-2  | 0-2  | 2-2  | 1-2  | 0-2  | 3-2  | 0-1  | 4-1  | 4-2  | 1-4  | 1-1  |
| Finale            | 3-1  | 0-0  | 0-0  | 0-0  | –––– | 2-0  | 0-0  | 6-2  | 3-1  | 1-0  | 4-0  | 1-0  | 4-1  | 0-5  | 2-1  | 6-0  |
| Football Genova   | 1-0  | 1-1  | 0-0  | 2-1  | 0-1  | –––– | 3-4  | 1-1  | 0-2  | 0-0  | 5-2  | 1-1  | 1-0  | 2-1  | 1-3  | 2-0  |
| Imperia           | 3-1  | 0-0  | 0-0  | 2-2  | 1-2  | 1-1  | –––– | 3-0  | 1-0  | 2-0  | 0-1  | 2-1  | 2-2  | 1-2  | 1-1  | 4-1  |
| Lerici Castle     | 1-4  | 2-3  | 2-2  | 2-5  | 0-4  | 1-0  | 3-3  | –––– | 2-5  | 1-1  | 1-3  | 2-2  | 1-0  | 3-4  | 0-3  | 1-3  |
| Magra Azzurri     | 5-0  | 2-2  | 2-0  | 2-1  | 1-1  | 5-5  | 2-1  | 3-1  | –––– | 0-1  | 1-1  | 0-1  | 2-0  | 2-2  | 2-2  | 2-1  |
| Rapallo Ruentes   | 0-1  | 1-0  | 2-0  | 1-1  | 1-6  | 1-4  | 1-3  | 1-0  | 0-4  | –––– | 3-2  | 0-0  | 1-1  | 1-2  | 2-2  | 0-2  |
| Real Valdivara    | 1-0  | 0-1  | 0-0  | 2-2  | 1-3  | 2-0  | 0-0  | 1-0  | 0-0  | 3-2  | –––– | 2-2  | 0-2  | 1-4  | 1-5  | 3-0  |
| Rivasamba H.C.A.  | 0-0  | 1-0  | 1-2  | 1-1  | 1-3  | 2-0  | 0-0  | 2-3  | 0-1  | 1-1  | 1-0  | –––– | 1-0  | 0-0  | 5-2  | 0-1  |
| Sammargheritese   | 2-0  | 3-0  | 4-3  | 0-0  | 1-1  | 1-0  | 0-0  | 3-1  | 2-2  | 3-0  | 1-3  | 1-2  | –––– | 3-0  | 2-1  | 1-1  |
| Unione Sanremo    | 3-0  | 1-0  | 1-0  | 2-1  | 1-1  | 1-1  | 0-1  | 3-0  | 1-2  | 1-1  | 1-2  | 2-1  | 3-0  | –––– | 1-0  | 1-1  |
| Ventimigliacalcio | 2-0  | 3-4  | 1-2  | 0-0  | 2-3  | 1-1  | 2-2  | 3-0  | 1-4  | 3-1  | 3-0  | 1-0  | 4-4  | 1-2  | –––– | 3-1  |
| Voltrese Vultur   | 1-0  | 3-3  | 2-0  | 3-3  | 1-1  | 3-0  | 1-0  | 4-0  | 2-2  | 2-2  | 1-1  | 2-0  | 0-3  | 0-3  | 1-1  | –––– |

## Spareggi

### Play-out
| Squadra 1       | Totale | Squadra 2 | Andata | Ritorno |
| --------------- | ------ | --------- | ------ | ------- |
| Rapallo Ruentes | 3 - 1  | Cairese   | 3 - 0  | 0 - 1   |
| Angelo Baiardo  | 1 - 2  | Busalla   | 1 - 1  | 0 - 1   |

#### Andata
| Rapallo 1º maggio 2016, ore 16:30 | Rapallo Ruentes | 3 – 0 referto | Cairese | Stadio Macera |

| Genova 1º maggio 2016, ore 16:30 | Angelo Baiardo | 1 – 1 | Busalla | Campo sportivo S.Eusebio |

#### Ritorno
| Cairo Montenotte 8 maggio 2016, ore 16:30 | Cairese | 1 – 0 referto | Rapallo Ruentes | Stadio L. Rizzo |

| Busalla 8 maggio 2016, ore 16:30 | Busalla | 1 – 0 | Angelo Baiardo | Stadio comunale |

## Verdetti finali
- FBC Finale (direttamente) e Unione Sanremo (come vincitrice della Coppa Italia Dilettanti) promosse in Serie D 2016-2017.
- Magra Azzurri ammesso ai play-off nazionali.
- Lerici Castle (direttamente),  Cairese e Angelo Baiardo (dopo i play-out) retrocesse in Promozione.